# Ondrej Halász
Ondrej Halász [ondrej halás] (* 26. listopadu 1947) je bývalý slovenský fotbalista.

## Fotbalová kariéra
V československé lize hrál za VSS Košice. Gól v lize nedal.

## Ligová bilance
| Ročník                                   | Zápasy | Góly | Klub       |
| ---------------------------------------- | ------ | ---- | ---------- |
| 1. československá fotbalová liga 1970/71 | 15     | 0    | VSS Košice |
| 1. československá fotbalová liga 1971/72 | –      | 0    | VSS Košice |
| CELKEM                                   | –      | 0    |            |